# شهرک نیکولایفکا (شهرستان میخایلوفسکی، سرزمین آلتای)
شهرک نیکولایفکا (به لاتین: Nikolayevka) یک منطقهٔ مسکونی در روسیه است که در سرزمین آلتای واقع شده‌است.